# Skaftárhreppur
Skaftárhreppur és un municipi d'Islàndia, a la regió de Suðurland. Té una extensió de 6.944 km² i una població de 627 habitants a primer de gener de 2025.
El municipi va ser creat el 10 de juny de 1990 mitjançant la fusió dels antics municipis d'Álftavershreppur, Leiðvallarhreppur, Skaftártunguhrepp, Kirkjubæjarhreppur i Hörgslandhreppur.
La principal població del municipi és Kirkjubæjarklaustur.